# Funny Girl: Original Broadway Cast Recording
Funny Girl: Original Broadway Cast Recording é a gravação de estúdio do musical da Broadway, Funny Girl, lançado pela gravadora Columbia.
A trilha sonora do musical é de Jule Styne, a letra de Bob Merrill e o livro de Isobel Lennart, a estreia ocorreu na Broadway em 1964. O enredo semi-biográfico é baseado na vida e carreira da estrela da Broadway, atriz de cinema e comediante Fanny Brice, apresentando seu relacionamento tempestuoso com o empresário e jogador Nick Arnstein.
Barbra Streisand estrelou a produção original, que foi produzida por Ray Stark, que era genro de Brice, através de seu casamento com sua filha Frances. A produção de 1964 recebeu oito indicações no 18º Tony Awards, ao passo que a trilha venceu as de Fiddler on the Roof e a de Hello, Dolly! na categoria Best Original Cast Show Album, do Grammy Awards de 1965. Em 2004, foi introduzida ao Grammy Hall of Fame.
Comercialmente, tornou-se um sucesso, atingiu o pico de número dois, na tabela Billboard 200 e permaneceu nela por 54 semanas. Em seu primeiro mês de comercialização, mais de 250 mil cópias foram vendidas. A Recording Industry Association of America o certificou com um disco de ouro por mais de 500 mil cópias vendidas em território estadunidense.

## Lista de faixas
Créditos adaptados do site AllMusic.
Todas as letras escritas por Bob Merrill, todas as músicas compostas por Jule Styne.
| Act One |                                            |                                                                              |         |  |
| N.º     | Título                                     | Performer(s)                                                                 | Duração |  |
| 1.      | "Overture"                                 | Orchestra                                                                    | 4:03    |  |
| 2.      | "If a Girl Isn't Pretty"                   | Jean Stapleton Kay Medford Danny Meehan Original Broadway Cast of Funny Girl | 2:16    |  |
| 3.      | "I'm the Greatest Star"                    | Barbra Streisand                                                             | 4:00    |  |
| 4.      | "Cornet Man" (Trumpet soloist: Dick Perry) | Streisand                                                                    | 3:52    |  |
| 5.      | "Who Taught Her Everything?"               | Medford Meehan                                                               | 3:05    |  |
| 6.      | "His Love Makes Me Beautiful"              | John Lankston Streisand Cast                                                 | 3:20    |  |
| 7.      | "I Want to Be Seen With You Tonight"       | Sydney Chaplin Streisand                                                     | 1:55    |  |
| 8.      | "Henry Street"                             | Cast                                                                         | 1:53    |  |
| 9.      | "People"                                   | Streisand                                                                    | 3:25    |  |
| 10.     | "You Are Woman, I Am Man"                  | Chaplin Streisand                                                            | 3:48    |  |
| 11.     | "Don't Rain on My Parade"                  | Streisand                                                                    | 2:44    |  |
| 12.     | "Sadie, Sadie"                             | Streisand Cast                                                               | 3:32    |  |
| 13.     | "Find Yourself a Man"                      | Meehan Stapleton Medford                                                     | 2:00    |  |
| 14.     | "Rat-Tat-Tat-Tat"                          | Meehan Streisand Cast                                                        | 3:22    |  |
| 15.     | "Who Are You Now?"                         | Streisand                                                                    | 2:49    |  |
| 16.     | "The Music That Makes Me Dance"            | Streisand                                                                    | 3:52    |  |
| 17.     | "Don't Rain on My Parade (Reprise)"        | Streisand                                                                    | 2:05    |  |

## Tabelas
| Tabela musical                 | Melhor posição |
| ------------------------------ | -------------- |
| Estados Unidos (Billboard 200) | 2              |

| Tabela musical (1964) | Posição |
| --------------------- | ------- |
| US Cash Box           | 14      |

## Certificações e vendas
| País                  | Certificação | Vendas  |
| --------------------- | ------------ | ------- |
| Estados Unidos (RIAA) | Ouro         | 500,000 |